# Jakob Henrik Roos
Jakob Henrik Roos, född 26 juni 1818 i Kristinestad, död 5 november 1885 i Ingå, var en finländsk präst och författare. Han var bror till Adolf Wilhelm Roos.
Roos prästvigdes 1842 och verkade bland annat i Gamlakarleby, Kronoby och Kaskö, innan han 1867 utsågs till kyrkoherde i Ingå. Sin litterära debut gjorde han 1839 med inkvisitionstragedin Ines, varpå följde två samlingar Dikter (1841 och 1843), som visade tydlig påverkan av Johan Ludvig Runeberg. Större originalitet präglar hans Kristeliga sånger, utgivna 1862. Några psalmer skrivna av honom ingick i den psalmbok som togs i bruk i Finland 1888. Roos och hans släkt spelade en betydelsefull roll inom den evangeliska väckelserörelsen i Finland.